# البرت کسالینز
البرت کسالینز (انگلیسی: Albert Castelyns؛ زادهٔ ۲ مهٔ ۱۹۱۷) ورزشکار بابسلد اهل بلژیک است.
وی در مسابقات کشوری و بین‌المللی در مجموع برندهٔ ۱ مدال برنز شده‌است.